# Ashbrook (Mondkrater)
Ashbrook ist ein großer Einschlagkrater nahe dem Südpol auf der Mondrückseite. 
Wegen seiner Lage kann der Krater von der Erde aus nicht direkt beobachtet werden. Seine östliche Flanke wird von dem gleich großen Krater Drygalski überlagert, und mehr als die Hälfte seines Inneren liegt unter den Wällen und dem Auswurfmaterial von Drygalski begraben. Nordwestlich erstreckt sich der Krater Zeeman.
Der verbliebene Außenwall von Ashbrook ist abgenutzt und durch nachfolgende Einschläge stark erodiert, aber trotzdem ist die ursprüngliche Formation noch erkennbar. Nur ein Teil des Kraterbodens nahe dem südwestlichen Rand ist eben und nur durch wenige kleine Einschläge gezeichnet. Falls der Krater einen zentralen Gipfel besessen hat, ist dieser heute durch Auswurfmaterial von Drygalski überdeckt.
Ehe Ashbrook im Jahre 1994 durch die Internationale Astronomische Union (IAU) seinen eigenen Namen zuerkannt erhielt, war er als Nebenkrater „Drygalski Q“ bekannt.